# Choteč, Praha-západ
Choteč là một làng thuộc huyện Praha-západ, vùng Středočeský, Cộng hòa Séc.